# Capasa obliquaria
Capasa obliquaria är en fjärilsart som beskrevs av Moore 1888. Capasa obliquaria ingår i släktet Capasa och familjen mätare. Inga underarter finns listade i Catalogue of Life.